# Aalesunds Fotballklubb 2014
Questa voce raccoglie le informazioni riguardanti l'Aalesunds Fotballklubb nelle competizioni ufficiali della stagione 2014.

## Maglie e sponsor
Lo sponsor tecnico per la stagione 2014 fu Umbro, mentre lo sponsor ufficiale fu Sparebanken Møre. La divisa casalinga era composta da una maglietta arancione con inserti blu, pantaloncini blu e calzettoni arancioni. Quella da trasferta era invece completamente blu, con inserti arancioni.
| Casa | Trasferta |

## Rosa
| N. |                      | Ruolo | Calciatore            |
| -- | -------------------- | ----- | --------------------- |
| 1  | Norvegia (bandiera)  | P     | Andreas Lie           |
| 2  | Nigeria (bandiera)   | D     | Akeem Latifu          |
| 4  | Norvegia (bandiera)  | D     | Jonatan Tollås Nation |
| 5  | Norvegia (bandiera)  | D     | Oddbjørn Lie          |
| 6  | Svezia (bandiera)    | D     | Mikael Dyrestam       |
| 7  | Finlandia (bandiera) | C     | Sakari Mattila        |
| 8  | Norvegia (bandiera)  | C     | Fredrik Carlsen       |
| 10 | Norvegia (bandiera)  | C     | Peter Orry Larsen     |
| 11 | Giamaica (bandiera)  | A     | Tremaine Stewart      |
| 13 | Norvegia (bandiera)  | P     | Sten Grytebust        |
| 14 | Nigeria (bandiera)   | A     | Leke James            |
| 15 | Svezia (bandiera)    | D     | Daniel Arnefjord      |
| 16 | Norvegia (bandiera)  | D     | Hugues Wembangomo     |
| 17 | Giamaica (bandiera)  | C     | Demar Phillips        |
| 18 | Norvegia (bandiera)  | A     | Christian Myklebust   |
| 19 | Norvegia (bandiera)  | A     | Tor Hogne Aarøy       |

| N. |                       | Ruolo | Calciatore          |
| -- | --------------------- | ----- | ------------------- |
| 20 | Norvegia (bandiera)   | D     | Thomas Martinussen  |
| 22 | Norvegia (bandiera)   | D     | Jo Nymo Matland     |
| 23 | Norvegia (bandiera)   | C     | Fredrik Ulvestad    |
| 24 | Marocco (bandiera)    | C     | El Mehdi Karnas     |
| 30 | Norvegia (bandiera)   | A     | Mustafa Abdellaoue  |
| 31 | Costa Rica (bandiera) | C     | Michael Barrantes   |
| 32 | Norvegia (bandiera)   | P     | Robert Ekroll       |
| 33 | Norvegia (bandiera)   | C     | Elias Dahlberg      |
| 34 | Norvegia (bandiera)   | D     | Izantullah Ahmadzai |
| 35 | Norvegia (bandiera)   | C     | Henrik Bjørdal      |
| 36 | Norvegia (bandiera)   | D     | Vegard Sætre        |
| 37 | Norvegia (bandiera)   | A     | Torbjørn Grytten    |
| 38 | Norvegia (bandiera)   | C     | Niklas Rekdal       |
| 39 | Norvegia (bandiera)   | C     | Vebjørn Hoff        |
| 40 | Norvegia (bandiera)   | C     | Sondre Fet          |

## Calciomercato

### Sessione invernale(dal 01/01 al 31/03)
| Arrivi | Arrivi          | Arrivi | Arrivi        |
| R.     | Nome            | da     | Modalità      |
| ------ | --------------- | ------ | ------------- |
| P      | Andreas Lie     | Hødd   | fine prestito |
| D      | Mikael Dyrestam |        | svincolato    |
| D      | Akeem Latifu    | Hødd   | definitivo    |
| D      | Oddbjørn Lie    |        | svincolato    |
| C      | Sakari Mattila  |        | svincolato    |

| Partenze         | Partenze                 | Partenze       | Partenze      |
| R.               | Nome                     | a              | Modalità      |
| ---------------- | ------------------------ | -------------- | ------------- |
| P                | Lasse Staw               | Bodø/Glimt     | definitivo    |
| D                | Andreas Nordvik          |                | svincolato    |
| D                | Edvard Skagestad         |                | svincolato    |
| C                | Lars Fuhre               |                | svincolato    |
| C                | Mathias Rasmussen        |                | svincolato    |
| C                | Adam Sellami Honningsvåg | Herd           | definitivo    |
| C                | Houcine Zidoune          | Olympique Safi | fine prestito |
| A                | Abderrazak Hamdallah     | Guangzhou R&F  | definitivo    |
| Altre operazioni |                          |                |               |
| R.               | Nome                     | da             | Modalità      |
| D                | Akeem Latifu             | Hødd           | fine prestito |

### Tra le due sessioni
| Arrivi | Arrivi | Arrivi | Arrivi   |
| R.     | Nome   | da     | Modalità |
| ------ | ------ | ------ | -------- |

| Partenze | Partenze         | Partenze | Partenze   |
| R.       | Nome             | a        | Modalità   |
| -------- | ---------------- | -------- | ---------- |
| C        | Tremaine Stewart |          | svincolato |

### Sessione estiva(dal 15/07 al 15/08)
| Arrivi | Arrivi             | Arrivi     | Arrivi     |
| R.     | Nome               | da         | Modalità   |
| ------ | ------------------ | ---------- | ---------- |
| C      | El Mehdi Karnas    |            | svincolato |
| A      | Mustafa Abdellaoue | Copenaghen | definitivo |

| Partenze | Partenze      | Partenze    | Partenze   |
| R.       | Nome          | a           | Modalità   |
| -------- | ------------- | ----------- | ---------- |
| C        | Niklas Rekdal | Kongsvinger | definitivo |

## Risultati

### Eliteserien

#### Girone di andata
| Arbitro: | Edvartsen (Hamar) |

|              |           |              |
| Richards 25’ | Marcatori | 13’ Phillips |

| Arbitro: | Sandmoen (Kjelsås) |

|                 |           |           |
| Orry Larsen 56’ | Marcatori | 75’ Riski |

| Arbitro: | Hansen (Feda) |

|                        |           |  |
| Storflor 77’ Sørum 90’ | Marcatori |  |

| Arbitro: | Rafiq (Oslo) |

|               |           |                       |
| Arnefjord 89’ | Marcatori | 38’ Tripić 59’ Asante |

| Lillestrøm 28 aprile 2014, ore 19:00 5ª giornata | Lillestrøm           | 0 – 0 referto | Aalesund | Åråsen Stadion (5.230 spett.)\| Arbitro: \| Hobber Nilsen (Oslo) \| |
| Arbitro:                                         | Hobber Nilsen (Oslo) |               |          |                                                                     |

| Arbitro: | Døvle (Larvik) |

|             |           |                                  |
| Grytten 76’ | Marcatori | 35’ (aut.) Tollås 56’ Sverrisson |

| Arbitro: | Edvartsen (Hamar) |

|             |           |                         |
| Bamberg 65’ | Marcatori | 44’ Mattila 57’ Grytten |

| Arbitro: | Sandmoen (Kjelsås) |

|  |           |              |
|  | Marcatori | 37’ Vindheim |

| Arbitro: | Hafsås (Trondheim) |

|                             |           |                     |
| Arnefjord 84’ Barrantes 87’ | Marcatori | 39’ Otoo 75’ Nilsen |

| Arbitro: | Hansen (Feda) |

|                    |           |            |
| Samuelsen 18’, 30’ | Marcatori | 50’ Tollås |

| Ålesund 25 maggio 2014, ore 15:30 11ª giornata | Aalesund     | 0 – 0 referto | Sarpsborg 08 | Color Line Stadion (7.731 spett.)\| Arbitro: \| Rafiq (Oslo) \| |
| Arbitro:                                       | Rafiq (Oslo) |               |              |                                                                 |

| Arbitro: | Edvartsen (Hamar) |

|                                        |           |  |
| Kjartansson 18’, 32’ Fredheim Holm 40’ | Marcatori |  |

| Arbitro: | Staberg (Harstad) |

|                                  |           |  |
| Aarøy 34’ Ulvestad 54’ James 63’ | Marcatori |  |

| Arbitro: | Hafsås (Trondheim) |

|  |           |                           |
|  | Marcatori | 44’ Orry Larsen 62’ James |

| Arbitro: | Skjerven (Kaupanger) |

|  |           |            |
|  | Marcatori | 33’ Forren |

#### Girone di ritorno
| Arbitro: | Kjensli (Oslo) |

|                                    |           |                                |
| Thømt Jensen 22’ Kronberg 33’, 47’ | Marcatori | 62’ Orry Larsen 90’ Abdellaoue |

| Arbitro: | Staberg (Harstad) |

|             |           |              |
| Mattila 66’ | Marcatori | 89’ Pálmason |

| Arbitro: | Hansen (Feda) |

|                         |           |                      |
| Barrantes 45’ James 60’ | Marcatori | 82’ (aut.) Grytebust |

| Arbitro: | Moen (Haugesund) |

|           |           |  |
| Orlov 83’ | Marcatori |  |

| Arbitro: | Rafiq (Oslo) |

|                                               |           |  |
| James 13’ Ulvestad 51’ (rig.) Orry Larsen 73’ | Marcatori |  |

| Arbitro: | Berntsen (Vang) |

|                                                |           |  |
| Gulbrandsen 15’ Linnes 22’, 31’ Chima 80’, 90’ | Marcatori |  |

| Arbitro: | Kjensli (Oslo) |

|                                |           |  |
| Mattila 54’ (rig.), 62’ (rig.) | Marcatori |  |

| Arbitro: | Johansen (Brevik) |

|            |           |           |
| Psyché 53’ | Marcatori | 43’ James |

| Arbitro: | Skjerven (Kaupanger) |

|                                    |           |  |
| Mattila 65’ James 77’ Ulvestad 82’ | Marcatori |  |

| Arbitro: | Døvle (Larvik) |

|                                    |           |  |
| Jensen 6’ Eyjólfsson 42’ Malec 49’ | Marcatori |  |

| Arbitro: | Lundby (Bøverbru) |

|                          |           |                  |
| Barrantes 40’ Latifu 90’ | Marcatori | 73’, 82’ Johnsen |

| Arbitro: | Johnsen (Tønsberg) |

|            |           |                           |
| Owello 87’ | Marcatori | 14’ James 90’ Orry Larsen |

| Arbitro: | Sandmoen (Kjelsås) |

|             |           |                |
| Ingason 80’ | Marcatori | 20’, 24’ James |

| Arbitro: | Skjerven (Kaupanger) |

|                                             |           |            |
| James 27’ Barrantes 35’, 52’ Abdellaoue 81’ | Marcatori | 11’ Larsen |

| Arbitro: | Sandmoen (Kjelsås) |

|           |           |                           |
| Rubio 12’ | Marcatori | 74’ Barrantes 90’ Mattila |

### Norgesmesterskapet
| Arbitro: | Myrheim |

|  |           |                                                     |
|  | Marcatori | 18’ Latifu 22’ Barrantes 49’, 76’ Aarøy 66’ Bjørdal |

| Arbitro: | Thorsø Hansen |

|  |           |                                            |
|  | Marcatori | 53’ Stewart 63’ Barrantes 73’ Nymo Matland |

| Arbitro: | Hafsås (Trondheim) |

|  |           |              |
|  | Marcatori | 77’ Phillips |

| Arbitro: | Helgerud (Lier) |

|           |           |                                         |
| James 90’ | Marcatori | 51’ Vaagan Moen 119’ Østli 120’ Høiland |